# Johannes Otto Jensen
Johannes Otto Jensen (født 9. december 1868 i Viborg, død 19. maj 1933 i Silkeborg) var en dansk officer.
Han blev student fra Schneekloths Skole i 1886 og påbegyndte herefter militærtjeneste. I 1888 blev han sekondløjtnant, i 1890 premierløjtnant i fodfolket og gennemgik 1894-1896 Officerskolens stabsafdeling. Fra 1901 til 1903 var han tjenestegørende ved generalstabens taktiske afdeling, 1903–06 adjudant ved 1. generalkommando. I 1906 blev han kaptajn og gjorde 1909 tjeneste i den franske hær. Fra 1910 til 1915 var han souschef ved 2. generalkommando og blev 1916 oberstløjtnant. 1917–1919 stod han til rådighed for 1. generalkommando og var derefter medarbejder i kommissionen om hærplanen af 1922, mens han 1921–1923 var stabschef ved 2. generalkommando, fra 1922 med rang af oberst. Slutteligt var han fra 1923 til 1927 regimentschef.
Efter han af helbredsmæssige årsager måtte søge afsked med hæren, var han forsvarsmedarbejder ved Jyllands-Posten.
Han blev ridder af Dannebrog i 1912, dannebrogsmand i 1922 og kommandør af Dannebrog i 1926.